# Providencia (Kolumbien)
Providencia (span. für „Vorsehung“, auch Old Providence) ist eine kolumbianische Insel im Karibischen Meer. Sie ist die zweitgrößte innerhalb der Inselgruppe und Provinz San Andrés und Providencia und liegt ca. 90 km nördlich der Insel San Andrés. Providencia ist 7 km lang, 4 km breit und weist eine Fläche von 17 km² auf.
Providencia ist zudem eine Gemeinde (municipio), zu der auch die Nachbarinsel Santa Catalina gehört. Der Hauptort (cabecera municipal) ist Santa Isabel.
Amtierender Bürgermeister (2020) ist Jorge Norberto Gari Hooker.

## Geographie

### Naturpark Providencia
Im Norden der Insel liegt der Naturpark Providencia mit 995 Hektar Fläche, davon 905 im Meer. Der Park besteht aus geschützten Korallenbänken, Mangroven, dem Mac-Bean-See und den kleinen vorgelagerten Atollen Tres Hermanos (spanisch Drei Brüder) und Cangrejo (spanisch Krebs).

### Klima
Providencia wurde am 29. Oktober 2005 vom Hurrikan Beta gestreift, der sich gerade von Tropensturm-Stärke zu Hurrikan-Stärke entwickelte. Der Sturm erreichte zu dieser Zeit Windgeschwindigkeiten von 130 km/h und bewegte sich nur langsam nördlich an der Insel vorbei. Laut offiziellen Angaben wurden ca. 50 % der Häuser stark beschädigt. Die Einwohner flüchteten in die höher gelegenen Orte.
Am 16. November 2020 zog das Auge des Kategorie-5-Hurrikans Iota nur wenige Kilometer nördlich an Providencia vorbei auf die Küste von Nicaragua zu. Der Wirbelsturm erreichte zu dieser Zeit Windgeschwindigkeiten von über 250 km/h. Nach einer 14-stündigen Unterbrechung der Nachrichtenverbindungen meldeten vorläufige Informationen eine 98 %ige Zerstörung der Infrastruktur und mindestens ein Todesopfer. Zum ersten Mal überhaupt wurde damit kolumbianisches Territorium von einem Kategorie-5-Hurrikan getroffen.
|                       | Jan  | Feb  | Mär  | Apr  | Mai  | Jun  | Jul  | Aug  | Sep  | Okt  | Nov  | Dez  |   |      |
| Mittl. Tagesmax. (°C) | 28,9 | 29,1 | 29,6 | 30,2 | 30,5 | 30,5 | 30,3 | 30,5 | 30,7 | 30,3 | 29,8 | 29,2 | ⌀ | 30   |
| Mittl. Tagesmin. (°C) | 24,8 | 24,8 | 25,0 | 25,8 | 26,3 | 26,3 | 26,4 | 26,4 | 25,8 | 25,4 | 25,5 | 25,3 | ⌀ | 25,7 |
|                       |      |      |      |      |      |      |      |      |      |      |      |      |   |      |
| Niederschlag (mm)     | 74   | 46   | 23   | 34   | 122  | 170  | 143  | 152  | 181  | 305  | 257  | 130  | Σ | 1637 |
|                       |      |      |      |      |      |      |      |      |      |      |      |      |   |      |
| Regentage (d)         | 19   | 13   | 9    | 8    | 13   | 19   | 22   | 21   | 20   | 22   | 22   | 21   | Σ | 209  |

| 24,8 |

| 24,8 |

| 25,0 |

| 25,8 |

| 26,3 |

| 26,3 |

| 26,4 |

| 26,4 |

| 25,8 |

| 25,4 |

| 25,5 |

| 25,3 |

| 24,8 |

| 24,8 |

| 25,0 |

| 25,8 |

| 26,3 |

| 26,3 |

| 26,4 |

| 26,4 |

| 25,8 |

| 25,4 |

| 25,5 |

| 25,3 |

### Geologie
Providencia besteht aus Vulkangestein. Die Insel ist von Norden nach Süden von einer Bergkette durchzogen, die eine Höhe von 360 Meter erreicht. Dieser höchste Punkt wird El Pico (spanisch der Gipfel) genannt. An seinen Hängen befinden sich Süßwasserquellen.

## Bevölkerung
Die Gemeinde Providencia hat 6411 Einwohner, von denen 3587 im Hauptort Santa Isabel leben (Stand: 2022). Die Insel hat laut Studien des Instituts für menschliche Genetik der Universidad Javeriana viele demographische Veränderungen hinter sich. Die beiden Volkszählungen Cabrera 1980 und DANE 1993 ergaben ein Durchschnittsalter von 30 Jahren. Die Bevölkerung besteht hauptsächlich aus Afroantillanern.

## Sprachen
Landessprache ist Spanisch. Außerdem dient Englisch als Verkehrs-, Handels-, Geschäfts- und Bildungssprache.

## Geschichte
Die Miskito fingen auf der Insel Schildkröten. Mangels archäologischer Untersuchungen ist unbekannt, ob sie feste Siedlungen anlegten.
Europäer entdeckten die Insel zwischen 1498 und 1502. Sie wurde Weihnachten 1629 von englischen Puritanern besiedelt und war damit eine der ersten englischen Kolonien in der Neuen Welt. Die Siedler stammten aus England und von den Bermuda-Inseln und waren von der Providence Island Company entsandt worden, geschätzte Kosten 20 Pfund Sterling pro Person. Bedeutung erlangte die Insel aber nicht so sehr wegen der dort angelegten und von Sklaven bewirtschafteten Tabak- und Baumwollplantagen, sondern weil sie sich aufgrund ihrer Nähe zum spanisch beherrschten amerikanischen Festland und des natürlichen Schutzes durch ein umgebendes Riff hervorragend als Ausgangsbasis für Freibeuter eignete, die von hier aus Überfälle auf spanische Schiffe und Häfen verübten.
Um den englischen Freibeutern diese Basis zu entziehen, sandten die Spanier – nach zwei fehlgeschlagenen Versuchen in den Jahren 1635 und 1640–1641 (mit portugiesischer Unterstützung) erneut eine Flotte zur Rückeroberung der Insel. Gegen die deutlich überlegene spanische Invasionsstreitmacht, die im Mai 1641 auf der Insel angelandet wurde, konnten sich ihre englischen und holländischen Verteidiger nicht lange behaupten. Nachdem sie sich ergeben hatten, wurden sie von den Spaniern deportiert und eine spanische Garnison eingerichtet. Die ständige Vernachlässigung der Garnison und der Inselbefestigungen in den folgenden Jahrzehnten erlaubte es dem Freibeuterkapitän Edward Mansfeldt (auch Mansveldt oder engl. Mansfield; † 1667) die Insel im Mai 1666 im Handstreich zu erobern. Mansfeldt, der auf eigene Initiative gehandelt hatte, um eine bisher erfolglose Kaperfahrt zu einem erfolgreichen Abschluss zu bringen, deportierte den Großteil der spanischen Einwohner, richtete eine kleine Garnison ein und verließ die Insel danach in Richtung Jamaika.
Die Insel sollte aber nur 83 Tage lang in englischem Besitz bleiben. Noch bevor ihre Garnison vom Gouverneur von Jamaika, Thomas Modyford († 1679), der ihre Eroberung nachträglich legalisiert hatte, verstärkt werden konnte, war sie im August 1666 von einer vom mittelamerikanischen Festland ausgesandten spanischen Streitmacht zurückerobert worden. 1670 wechselte die Insel abermals den Besitzer, als von Henry Morgan († 1688) kommandierte Freibeuter sie in ihren Besitz brachten, um sie als Basis für ihren Überfall auf Panama zu benutzen.
Der französische Louis Michel Aury eroberte am 4. Juli 1818 die Insel und gründete dort eine Piratenrepublik. Providencia wurde so erster unabhängiger Staat in Zentralamerika. Er existierte bis etwa 1821, als Großkolumbien die Kontrolle über die Inseln übernahm und der Provinz Magdalena zuordnete. Kolumbien führte 1912 Selbstverwaltung ein, San Andrés und Providencia ist seither ein kolumbianisches Departamento (Departamento de San Andrés y Providencia).

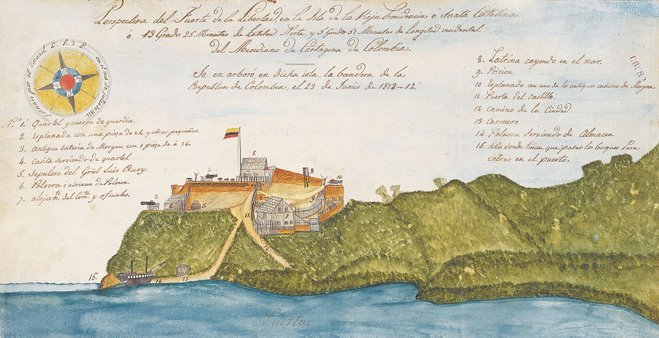
Fort Libertad von Louis Michel Aury auf Providencia

Providencia blieb in den 90er Jahren von blutigen Überfällen und Entführungen verschont, wohl auch weil sie näher an Zentralamerikas Küste als am Mutterland liegt.

## Infrastruktur
Providencias Einwohner leben zum Großteil in der Gegend von Santa Isabel. Santa Isabel ist mit den Orten Puebloviejo, Buenavista, Aguadulce, Aguamansa, Sur Oeste, Casa Baja, Punta Rocosa, La Montaña, Pueblo Libre und San Felipe über eine Straße verbunden, die um die ganze Insel herumläuft. Die Verbindung mit dem Mutterland erfolgt über den Flughafen El Embrujo oder per Schiff bzw. Catamaran.

## Wirtschaft
Hauptsächlich beruht die Wirtschaft von Providencia aus Ökotourismus, Ackerbau, Fischerei und Viehzucht. Überschüsse werden auf die Insel San Andrés gebracht. In letzter Zeit ist die Zahl der Touristen auf der Insel deutlich gestiegen, die hier vor allem Tauchen und Schnorcheln.

## Feiern
Carnaval de la Vieja Providencia (Karneval des alten Providencia) und Fiestas de Navidad (Weihnachten).

## Sehenswürdigkeiten
Zu dem Sehenswürdigkeiten der Insel zähl die Holzbrücke Puente de los enamorados (Brücke der Liebenden), die die Insel mit der Nachbarinsel Santa Catalina verbindet.